# Bildad

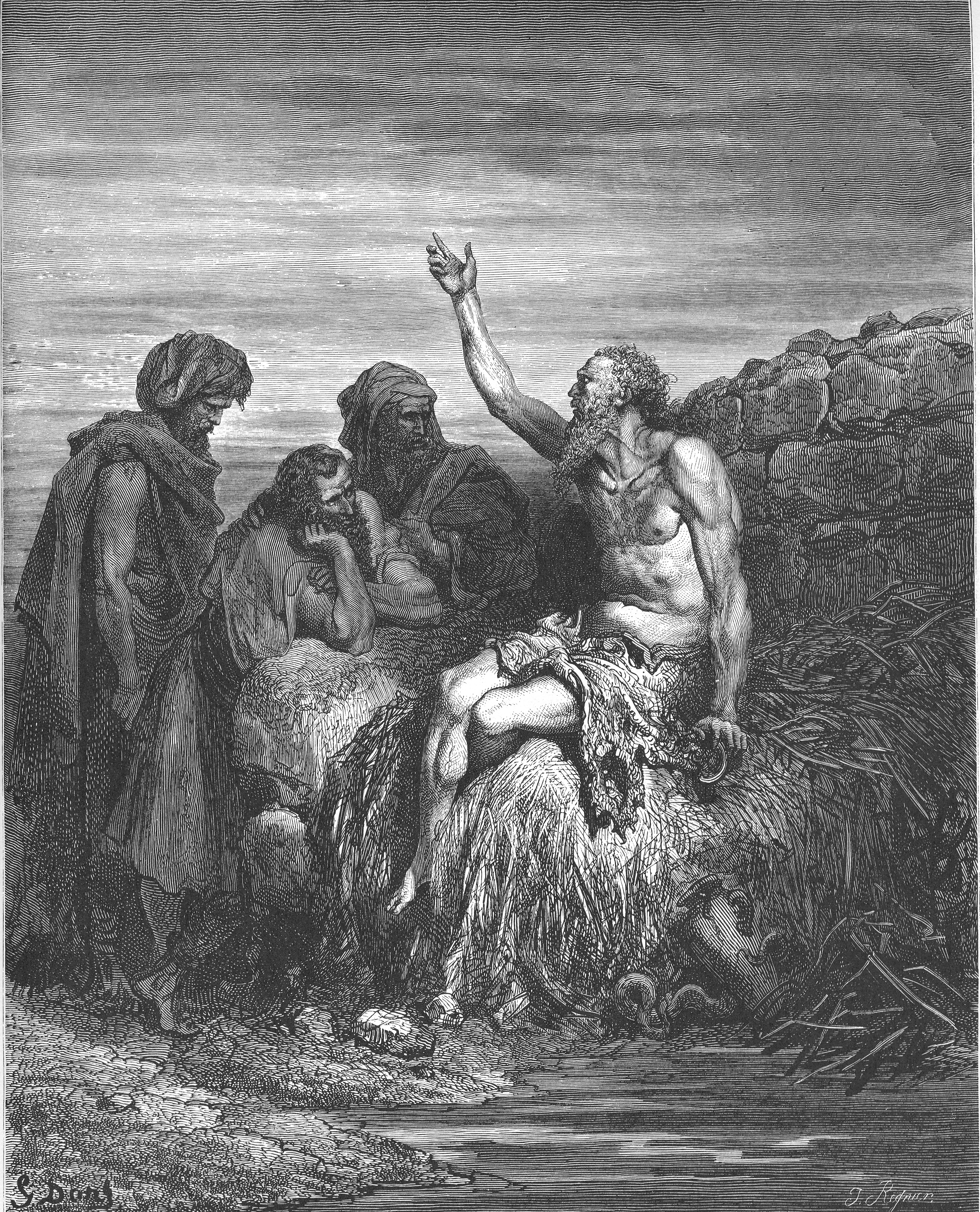
Gustave Doré: Hiob im Gespräch mit seinen Freunden.

Bildad ist im Alten Testament ein Freund des Ijob.

## Etymologie
Der hebräische Personenname בִּלְדַּד bildad, deutsch ‚Bildad‘ ist vermutlich abgeleitet vom akkadischen Apil-Adda / Apil-Adad / Apla-Adad. Er bedeutet „Sohn des (Gottes) Hadad“. Die Septuaginta gibt den Namen als Βαλδάδ Baldad wieder, die Vulgata als Baldad.

## Biblische Erzählung
Bildad ist nach Elifas, und vor Zofar und Elihu der zweite der Freunde Ijobs. Er ist folglich jünger als Elifas und älter als Zofar. Seine Reden an Ijob umfassen Hi 8 , 15  und 25 .
Bildad wird als Schuchiter (Bewohner Schuachs) bezeichnet. Eine Person namens Schuach ist in Gen 25,2  Stammvater eines arabischen Stammes. Bei Schuach handelt es sich wahrscheinlich um das Gebiet Suchu, welches sich am mittleren Euphrat, südöstlich der Mündung des Chabur befindet.

## Die Reden des Bildad
Es sind drei Reden des Bildad im Ijobbuch überliefert. Diese sind im Vergleich kürzer als die Reden des Elifas.

### Die erste Rede (Kap. 8)
Es handelt sich um eine Streit- und Lehrrede. Im Zentrum der Rede steht ein Traditionsbeweis, in dem Bildad die Funktion der göttlichen Vergeltung ausführt. Dieser wird durch die These, dass Gott das Recht nicht beuge und durch Anreden an Ijob gerahmt.

### Die zweite Rede (Kap. 18)
Es handelt sich, wie bei der ersten Rede, um eine Streit- und Lehrrede. Es besteht eine starke Ähnlichkeit zur zweiten Rede des Elifas (Hi 15 ). In ihrem Mittelpunkt steht eine Beschreibung des schrecklichen Schicksals der Gottlosen. Ijob selbst wird wegen seines Leidens als ein solcher angesehen.

### Die dritte Rede (Kap. 25)
Diese Rede ist mit nur fünf Versen die kürzeste aller Reden der Freunde Ijobs. Einer hymnischen Prädikation des Schöpfergottes folgt die wegen der Unwürdigkeit des Menschen grundsätzliche Infragestellung menschlicher Gerechtigkeit.
Da die dritte Rede des Bildad wesentlich kürzer als diejenige des Elifas ist, während bei Zofar eine dritte Rede fehlt, wird vermutet, dass es sich bei der dritten Rede des Bildad um einen späteren Nachtrag handelt. Die dritte Rede des Elifas wäre dann ein Abschluss der Reden der Freunde, in welcher dieser als Repräsentant aller Freunde spricht.

## Wirkungsgeschichte
In der Septuaginta wird Bildad (Baldad) als Tyrann (Alleinherrscher, ohne negative Konnotation) bezeichnet, ebenso wie die anderen Freunde als Könige dargestellt werden. Er wird „Alleinherrscher der Sauchäer“ genannt. Die Bezeichnung der Freunde als Könige folgte aus einer Gleichsetzung des Ijob mit dem in Gen 36,33  genannten edomitischen König Jobab.
Im Testament des Ijob wird Bildad als König bezeichnet. Es berichtet, wie Bildad Elifas daran hindert, in seine Heimat zurückzukehren, als dieser über Hiob verärgert ist. Bildad kritisiert ihn wegen seiner Reden, so könne man nicht mit einem Menschen sprechen, „der (so) arg geplagt ist“ (TestHi 35,1).